# Lamia Vox
Lamia Vox (właśc. Alina Antonova) – jednoosobowy dark ambientowy projekt rosyjskiej kompozytorki i multiinstrumentalistki założony w 2009 roku w Petersburgu, od kilku lat działający w Pradze, Czechy.

## Życiorys
Kariera muzyczna Lamii Vox rozpoczęła się w roku 2009 w Petersburgu. Wtedy to młoda multiinstrumentalistka nagrała utwory na swój debiutancki album ...Introductio. Album ukazał się 15 lutego 2010 roku nakładem rosyjskiej wytwórni Der Angriff we współpracy z dystrybutorem Indiestate Distribution. Sukces płyty, bardzo dobrze przyjętej przez publiczność zaprocentował zaproszeniami na festiwale, w tym tak znaczące jak Wave Gotik Treffen w czerwcu 2011 roku czy w 2010 i 2012 roku w Moskwie.
31 marca 2013 roku kanadyjska firma Cyclic Law wydaje drugi pełnometrażowy album artystki Sigillum Diaboli, zgodnie uznawany przez recenzentów za rozwinięcie w dobrą stronę, płyta jest bardziej eklektyczna, uciekająca od minimalizmu debiutu. Materiał z tej m.in. płyty prezentowany był na kolejnych festiwalowych występach, m.in. w grudniu 2013 roku podczas Darklands Fire festival w Rakvere w Estonii, czy w lipcu 2014 roku podczas festiwalu Hradby Samoty w Czechach.
W roku 2014 we współpracy z austriacką artystką i fotografką Krist Mort wydaje kolejny album Inlumaeh, który jest łączonym wydawnictwem, zawierającym koncepcyjną płytę muzyczną i prace fotografa. Od tego czasu artystka sporadycznie występuje na festiwalach, jak sama mówi, stara się występować maksymalnie dwa razy w roku. Pojawia się m.in. w grudniu 2014 roku na II Morituri Te Salutant Festival w niemieckim Ruesselsheim czy podczas Prague Death Mass III we wrześniu 2016 roku. Utwory z jej płyt trafiły też na kompilacje takich wydawnictw jak Kalpamantra czy Cryo Chamber.

## Styl muzyczny
Styl muzyczny Lamii Vox to bardzo mroczna, rytualna i okultystyczna odmiana dark ambientu. Określany bywa jako synergia ritual dark ambientu, martial industrialu oraz elementów neo-klasyki. Muzyka jest gęsta od ciemności i dość demoniczna, pełna niepokojących chórów, szeptów i złowieszczych inkantacji. Początkowa twórczość, dość minimalistyczna, z czasem bardzo się wzbogaciła o dodatkowe instrumenty i brzmienia. Dla samej artystki bardzo ważna jest okultystyczna filozofia zawarta w utworach a prezentowana w trakcie koncertów w postaci bogatych wizualizacji.

## Dyskografia

### Albumy
- 2010: ...Introductio (Der Angriff, Indiestate Distribution)
- 2013: Sigillum Diaboli (Cyclic Law)
- 2014: Inlumaeh (Cyclic Law)

### Kompilacje
- 2011: Saur Maas (Kalpamantra)
- 2012: Behind the Canvas of Time (Cryo Chamber)
- 2016: Eudoxus (Kalpamantra)